# Coffre de toit
Ne doit pas être confondu avec Coffre de voiture.

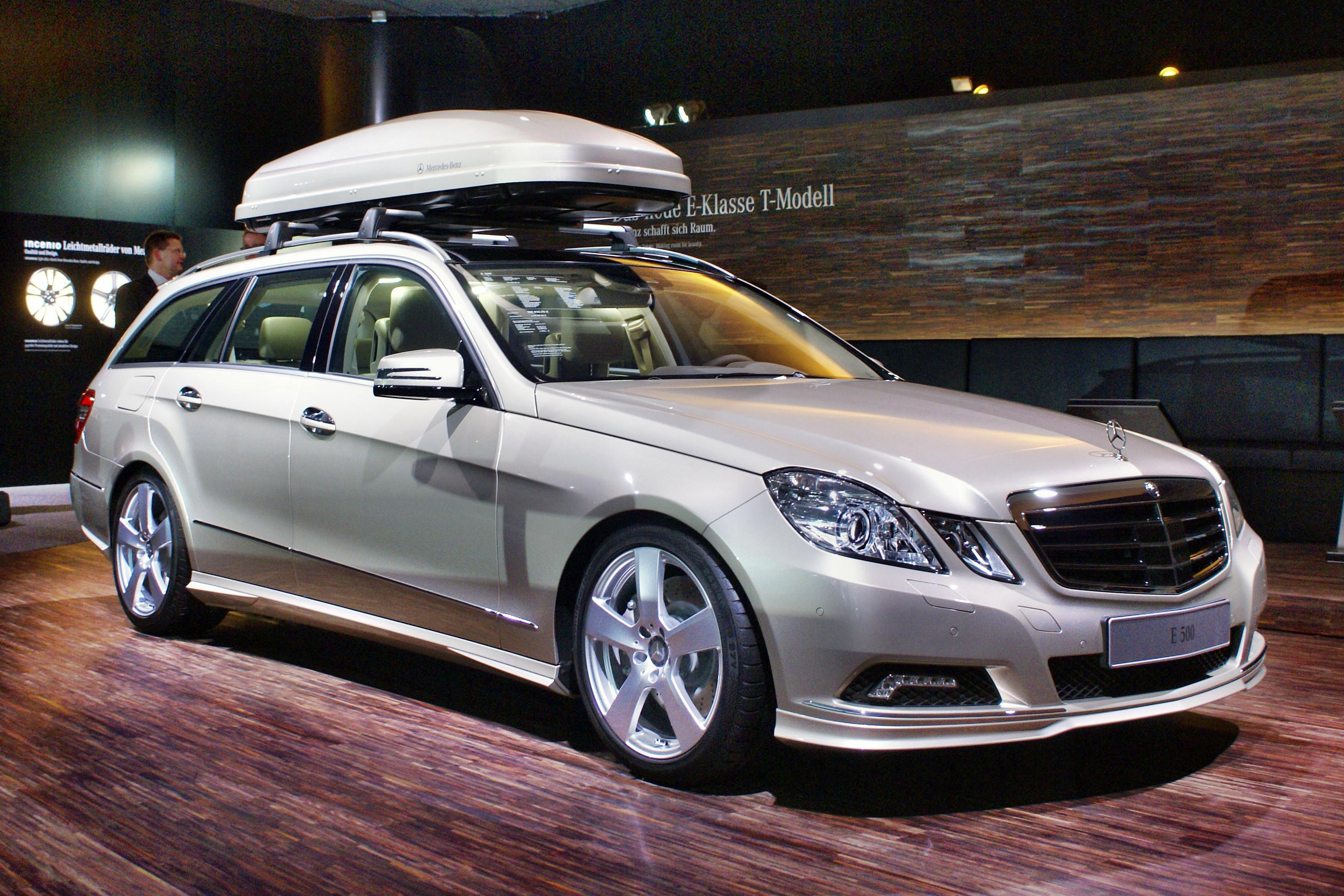
Mercedes-Benz E 500 T équipée d'un coffre de toit.

Un coffre de toit est une malle servant à stocker des objets, généralement placée sur le toit d'un véhicule motorisé à quatre roues, au moyen d'une galerie de toit (en). Il s'agit d'un compartiment de rangement secondaire, qui n'équipe pas tous les véhicules.
Bien que sa forme soit aérodynamique pour limiter son effet sur la consommation du véhicule, celle-ci peut augmenter de 15 à 40 % de son fait,.